# 박봉우
박봉우(朴鳳宇, 1934년 7월 24일~1990년 3월 2일)는 대한민국의 시인이다. 호는 추풍령(秋風嶺)이며, 전라남도 광주(光州)출신이다. 분단 비극의 시인 또는 통일 지향의 시인이라고 할 수 있다. 폭음과 방랑과 가난으로 점철된 ‘아웃사이더의 삶’을 살아 김관식, 천상병과 더불어 한국 시단의 3대 기인으로 불렸다.

## 약력
서석국민학교, 광주서중학교, 광주고등학교를 거쳐 1959년 전남대학교 문리과대학 정치학과를 졸업하였다. 1956년 조선일보 신춘문예에 시 〈휴전선〉이 당선되어 문단에 등단하였다. 전라남도문화상·현대문학 신인상(1962)을 수상하였다.

## 작품 세계
그의 시는 분단 조국의 현실을 날카로이 응시하고 고발하는 시 ＜휴전선＞으로부터 시작된다. 4·19 혁명 뒤에는 타락한 현실에 대한 허무감과 비판의식을 드러내는 데 관심을 두었다. ＜나비와 철조망＞·＜젊은 화산(火山)＞ 등을 통해서 분단의 현실을 노래하기도 했고, ＜서울 하야식(下野式)＞에서는 독재정권에 대한 분노와 저항을 드러내기도 했다.

## 저서
산문집으로는 《시인(詩人)의 사랑》(1988)이 있다.

### 시집
- 《휴전선(休戰線)》(정음사 1957)
- 《겨울에도 피는 꽃나무》(백자사 1959)
- 《4월(四月)의 화요일(火曜日)》(성문각, 1962)
- 《황지(荒地)의 풀잎》(창작과비평사 1976)
- 《서울 하야식》(전예원 1986)
- 《딸의 손을 잡고》(사사연 1987)
- 《시인의 사랑》(일선출판사 1989)